# Taking Over
Taking Over — второй студийный альбом американской треш-метал-группы Overkill, выпущенный 2 марта 1987 года лейблами Megaforce и Atlantic.
Taking Over — последняя студийная работа группы с ударником Рэтом Скейтсом, который покинул группу позже в 1987 году и был заменен Сидом Фэльком. На альбоме представлен несколько более «эпичный» стиль, нежели на первой пластинке группы, но по-прежнему в рамках жанра треш-метал. На песню «In Union We Stand» вышел одноимённый клип.
Overkill отправилась в тур в поддержку альбома после его выхода. В марте-апреле 1987 года они открывали концерты Helloween, которые проводили турне в поддержку своего альбома Keeper of the Seven Keys, Pt. 1; в мае-июне выступали в поддержку Megadeth, которые проводили тур по Peace Sells... but Who's Buying?. В июле-августе Overkill были хедлайнерами собственных концертов, их открывали Testament.
«Wrecking Crew» и «In Union We Stand» были позже сыграны почти на каждом концерте группы; первая песня считается одной из ключевых в дискографии группы, в честь неё назван официальный сайт группы wreckingcrew.com.
Альбом был первым для группы, вошедшим в чарты Billboard 200 (под номером 191); альбом оставался в чартах неделю. В 2005 году Taking Over заняла 450 место в списке The 500 Greatest Rock & Metal Albums of All Time (500 величайших рок- и метал-альбомов всех времен) журнала Rock Hard.

## Список композиций
Слова и музыка всех песен — Overkill.
| №                   | Название                                | Длительность |
| ------------------- | --------------------------------------- | ------------ |
| 1.                  | «Deny the Cross»                        | 4:43         |
| 2.                  | «Wrecking Crew»                         | 4:32         |
| 3.                  | «Fear His Name»                         | 5:24         |
| 4.                  | «Use Your Head»                         | 4:19         |
| 5.                  | «Fatal if Swallowed»                    | 6:45         |
| 6.                  | «Powersurge»                            | 4:36         |
| 7.                  | «In Union We Stand»                     | 4:26         |
| 8.                  | «Electro-Violence»                      | 3:45         |
| 9.                  | «Overkill II (The Nightmare Continues)» | 7:07         |
| Общая длительность: | Общая длительность:                     | 45:37        |

## Участники записи
- Бобби «Blitz» Эллсворт — вокал, производство
- Д. Д. Верни — бас-гитара, бэк-вокал, производство
- Бобби Густафсон — гитара, производство
- Рэт Скейтс — ударные, производство
- Алекс Периэлас — звукоинженер, сведение, производство
- Том Койн — мастеринг
- Стивен Инноченци (англ. Stephen Innocenzi) — мастеринг (CD-издание)
- Джон Зазула — исполнительный продюсер

## Позиции в чартах
| Год  | Чарт          | Позиция |
| ---- | ------------- | ------- |
| 1987 | Billboard 200 | 191     |

Альбом оставался в чартах Billboard на протяжении недели.